# Nosów (województwo świętokrzyskie)
Nosów – wieś w Polsce, położona w województwie świętokrzyskim, w powiecie ostrowieckim, w gminie Waśniów.
W latach 1975–1998 miejscowość położona była w województwie kieleckim.
Był wsią klasztoru norbertanek buskich w województwie sandomierskim w ostatniej ćwierci XVI wieku. 
22 sierpnia 1347 r. król Kazimierz Wielki zezwolił klasztorowi norbertanek w Busku na przeniesienie wsi Nosów, Kotarszyn i Piotrów z prawa polskiego na prawo średzkie.
Do 1870 istniała gmina Nosów.

## Części wsi
| SIMC    | Nazwa         | Rodzaj                      |
| ------- | ------------- | --------------------------- |
| 0276156 | Nosów-Kolonie | kolonia wsi (przed 2023 r.) |
| 0276133 | Stara Wieś    | część wsi                   |
| 0276140 | Świącie       | przysiółek wsi              |

## Historia
Według noty Słownika geograficznego Królestwa Polskiego z roku 1886, osadnictwo w Nosowie sięga wczesnego średniowiecza. Opisano tu w XIX wieku mogiłę (kurhan), w której miał być pochowany, wedle lokalnej tradycji, jakiś znaczny książę (autor:  Franciszek Maksymilian Sobieszczański- (1814-1878). Wycieczki archeologiczne strony 51 - 52). W XII wieku właścicielem Nosowa był niejaki Direco, brat Wita, biskupa płockiego, który w 1190 r. zapisuje Nosów wraz z Piotrowem, Tuczępami i Biezdrowem, klasztorowi Augustianów w Busku (Kodeks Dyplomatyczny Muczkowski Rz.,I, 15). W dokumentach z roku 1190 wieś występuje jako Nosovo. Według Liber beneficiorum Długosza (t.III, s.91) Nosszow posiadał 12 łanów kmiecych, z których płacą pańszczyzny po 14 skojców, 2 koguty, 30 jaj, 2 sery i robocizny po 2 dni na tydzień od św. Jana do św. Michała, a precz resztę roku po 1 dniu z pługiem lub wozem. Prócz tego chłopi dają osep i powabę. Dwie karczmy dają po grzywnie czynszu. Trzech zagrodników, z tych jeden daje daniny 10 skojców, a dwaj po 10 groszy. Młyn bez roli płaci 3 fertony. We wsi jest także folwark klasztorny. Wszystkie łany kmiece, zagrodnicy, karczmy i folwark dają dziesięcinę biskupowi krakowskiemu o wartości 14 grzywien. 
W wieku XIX Nosów to  wieś, folwark (stanowiący majorat) i osada w powiecie opatowskim, gminie i parafii Waśniów. Odległy od Opatowa 21 wiorst. W drugiej połowie XIX wieku wieś posiadała 32 domów, 331 mieszkańców, ziemi dworskiej było 448 mórg, zaś ziemi włościańskiej 451 morgi.
Według spisu miast, wsi, osad Królestwa Polskiego z  1827 roku było 22 domów i 153 mieszkańców 
Po przejściu na własność rządu rządu, Nosów należał do dóbr majoratu nadanego generałowi Schwartzowi.